# Carlo Matteucci
Carlo Matteucci (Forlì, 20 giugno 1811 – Livorno, 24 giugno 1868) è stato un fisico, fisiologo e politico italiano.

## Biografia
Era il figlio di Vincenzo Matteucci, fisico, e Chiara Folfi.
Sin da giovanissimo svolge ricerche di elettrochimica ed elettrofisiologia. Consegue la laurea in matematica all'Università di Bologna nel 1828. Per specializzarsi, l'anno seguente si reca in Francia, paese tra i più moderni d'Europa. Tra il 1829 e il 1830 studia all'École Polytechnique di Parigi, dove stringe amicizia con François Arago, Antoine-César Becquerel e Michel-Eugène Chevreul.
Tornato a Forlì nel 1830, inizia a studiare l'elettricità negli organismi viventi (Sulla contrazione provata dagli animali all'aprirsi del circolo elettrico in che trovansi, Forlì 1830) e svolge ricerche di fisica-chimica; riceve anche l'invito a collaborare alla Rivista delle scienze fisiche. In questi anni dimostra, indipendentemente da Michael Faraday, le leggi sull'elettrolisi, suscitando in Faraday un apprezzamento tale che lo scienziato inglese studierà l'italiano per poter corrispondere con Matteucci.
Nel 1834, su invito di Cosimo Ridolfi e di Leopoldo Nobili, decide di stabilirsi a Firenze, sperando di poter succedere a Nobili nella cattedra di Fisica sperimentale. Poiché ciò non avviene, l'anno successivo rientra a Forlì, dove, nel 1836, avvia un'attività di produzione di colle e concimi. Fallita però quest'attività, accetta, l'anno dopo, di dirigere la farmacia dell'ospedale di Ravenna.
Per interessamento dello scienziato berlinese Alexander von Humboldt, nel 1840 il granduca Leopoldo di Toscana gli assegna la cattedra di Fisica sperimentale all'Università di Pisa, ospitandolo alla Villa di Corliano. Qui conosce la scozzese Robinia Young, cui si unisce in matrimonio.
Nel 1844 è, a Pisa, tra i fondatori de Il Cimento, giornale di fisica, chimica e storia naturale, rivista scientifica che nel 1855 diventa il Nuovo Cimento, organo della Società italiana di fisica dal 1897. Inoltre, nel 1841 ottiene l'appoggio del Granduca Leopoldo per la costruzione di un "nuovo teatro di fisica" (attuale Palazzo Matteucci), completato nel 1844.
I moti del 1848 lo vedono interessato partecipe: si schiera per l'indipendenza d'Italia e si fa sostenitore dell'intervento del Granducato a sostegno dell'esercito di Carlo Alberto di Savoia. L'esito negativo della prima guerra d'indipendenza lo riconsegna totalmente agli studi.
Nel 1856 dà alle stampe un libro in cui espone le sue tesi politiche, L'Italia dopo la pace di Parigi, nel quale critica la soluzione unitaria ed espone l'idea degli stati confederali. Quando i Ducati emiliani, le Legazioni pontificie e poi la Toscana vengono annessi al Regno di Sardegna (1859), si fa sostenitore del progetto federalista. Accetta il processo di unificazione della Penisola attuato dai Savoia, ma rigetta la formula dello stato accentratore, perché non porta le stesse garanzie di pluralismo e di autonomia che invece, nella sua opinione, sono meglio realizzate nel modello federalista di organizzazione dello stato.
Nel 1859-60 pubblica alcuni articoli nella rivista Revue des deux mondes in cui spiega quali dovranno essere i compiti del potere centrale e che cosa, invece, spetterà agli enti territoriali nel nuovo "Regno unito" che i Savoia stanno creando in Italia. Carlo Cattaneo recensisce positivamente i suoi articoli nella rivista da lui fondata, Il Politecnico. Dalle colonne della sua rivista, Cattaneo lo invita a riformare gli studi ginnasiali e scientifici in Italia, al fine di dare al Paese una propria identità culturale in campo tecnico e scientifico, da leggersi anche in chiave antiaustriaca.
Nel 1860 Matteucci viene nominato ispettore generale delle linee telegrafiche e senatore del Regno di Sardegna: in questa veste è relatore del progetto di legge che prevede l'assunzione della carica di re d'Italia per Vittorio Emanuele II.
Nel 1862 diventa Ministro della pubblica istruzione del Regno d'Italia (governo Rattazzi). Durante il suo mandato elabora un progetto per organizzare la scuola pubblica su più livelli: statale, provinciale e comunale. Dal 1865 al 1868 a Matteucci viene affidata la direzione del Reale Museo di fisica e storia naturale di Firenze; in questo breve periodo afferma un'idea di museo funzionale alla didattica, dove l'aspetto più propriamente storico e culturale appare meno rilevante. Nel 1866 diventa membro dell'Accademia Nazionale delle Scienze detta dei XL, di cui sarà presidente dal 1866 al 1868.
Documentazione archivistica relativa a Matteucci può essere rintracciata presso gli archivi della Accademia nazionale delle scienze detta dei XL e presso la biblioteca del Museo Galileo.

## Studi e ricerche
A partire dal 1830, sotto l'influenza dei risultati di Luigi Galvani (1737-1798), sviluppa un programma di ricerche di elettrochimica ed elettrofisiologia, settori di cui viene considerato un precursore. Ebbe il merito di aver scoperto per primo la corrente muscolare, ossia il fenomeno elettrico connesso allo sforzo muscolare.
Questi studi lo conducono a formulare autonomamente le leggi dell'elettrolisi e a scoprire la corrente elettrica muscolare.
Il 30 giugno 1847 avvia con successo la prima linea sperimentale telegrafica italiana, tra Pisa e Livorno.

## Riconoscimenti
Nel 1842 l'Accademia francese delle scienze gli conferì il Prix Montyon per la fisiologia sperimentale e nel 1844 gli fu assegnata dalla Royal Society di Londra la Medaglia Copley per le sue ricerche sull'elettricità animale.

## Intitolazioni
- Premio Medaglia Matteucci dell'Accademia Nazionale delle Scienze (Roma), istituito nel 1870 "per premiare rilevanti contributi al progresso della scienza apportati con opere o scoperte da fisici italiani e stranieri"[8].
- A lui sono intitolate le scuole superiori "Istituto Tecnico e Geometri Carlo Matteucci" a Roma, con sede in Via delle Vigne Nuove 262,[9] e "Istituto Tecnico Economico Carlo Matteucci" nella sua città natale di Forlì, con sede in Via Filippo Turati 9.[10]

## Opere
Matteucci fu l'autore di vari trattati:

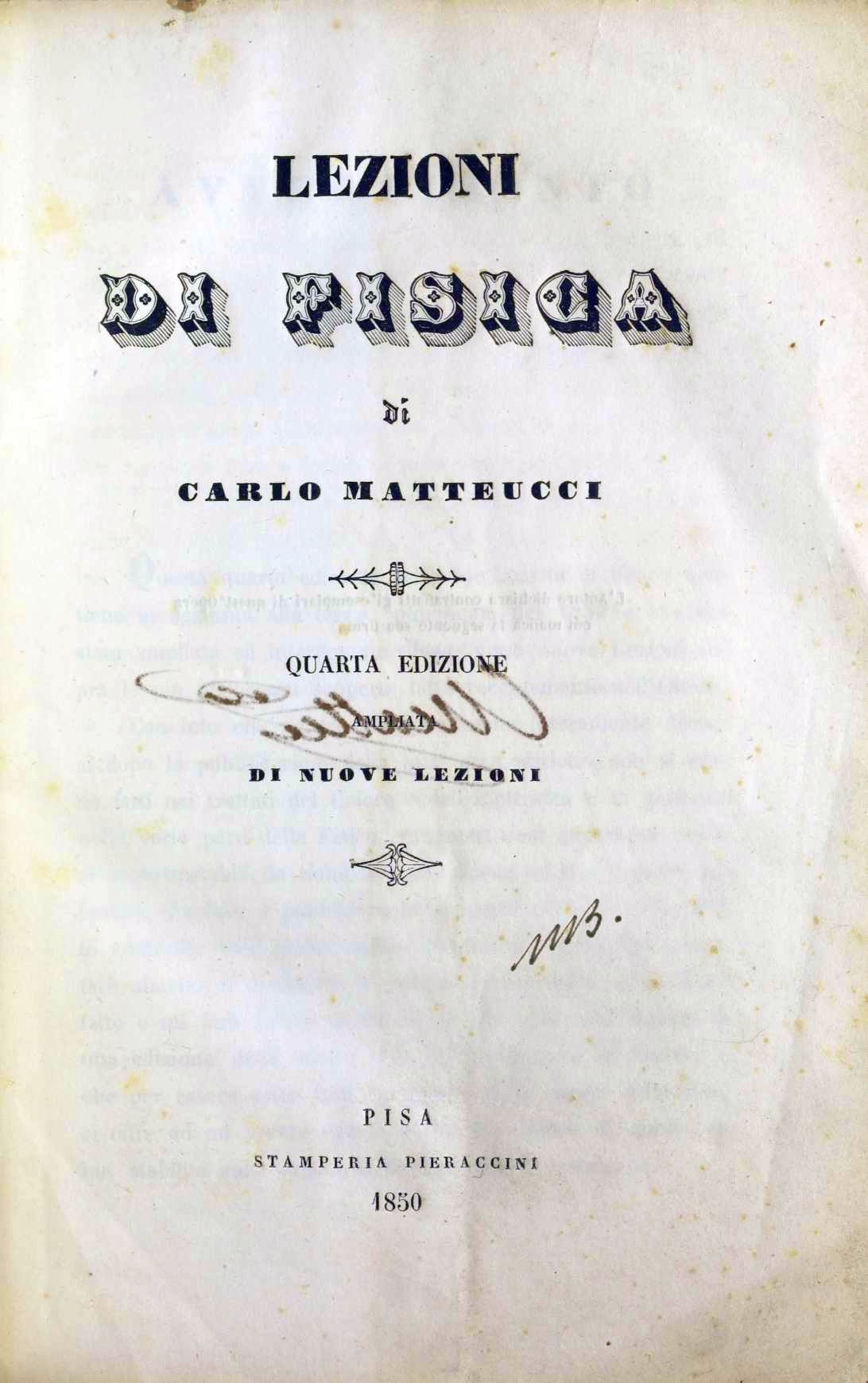
Lezioni di fisica, 1850

- Lezioni di fisica (2 volumi, Pisa, 1841)
- Lezioni sui fenomeni fisico-chimici dei corpi viventi (Pisa, 1844)
- Lezioni di fisica (3ª edizione, Pisa, 1847, "Interamente rifusa ed ampliata di nuove lezioni")
- Manuale di telegrafia elettrica (Pisa, 1850)
- Cours spécial sur l'induction, le magnétisme de rotation, ecc. (Paris, 1854).
- Trattato dei fenomeni elettrofisiologici degli animali (1844)
- Lezioni di fisica, Pisa, Pieraccini, 1850.
- Corso di elettrofisiologia (1857)
- Corso di elettro-fisiologia, Torino, Castellazzo e Vercellino, 1861.

Egli scrisse numerosi articoli pubblicati sulle Annales de chimie et de physique (1829-1858); di particolare interesse storico:
- Carlo Matteucci (1842): Sur un phenomene physiologique produit par les muscles en contraction, Ann. Chim. Phys., 6, pp. 339–341.

Gran parte di questi lavori sono apparsi anche su riviste scientifiche italiane. Tutti questi scritti riguardano fenomeni elettrici come rotazione della luce dovuta a campo magnetico, azione delle batterie a gas, effetti della torsione sul magnetismo, polarizzazione elettrica degli elettrodi.

## Pubblicazioni
- Cenni statistici di Cesenatico negli Stati Pontificj. Brano di lettera del professor Carlo Matteucci, su emeroteca.braidense.it. - Pubblicato in: Annali universali di statistica economia pubblica, storia, viaggi e commercio, Volume 50, Fascicolo 150 (dic, 1836), p. 309.
- L'educazione inglese paragonata alla tedesca, estratti delle lettere del sig. Weis preceduto da una lettera del senatore Carlo Matteucci alla Direzione del Politecnico, su emeroteca.braidense.it. - Pubblicato in: Il Politecnico, Volume 20, Fascicolo 92-93 (feb, 1864), p. 283.
- Matteucci Prof. Carlo - Corso d'elettro-fisiologia, su emeroteca.braidense.it. - Pubblicato in: Il Politecnico, Volume 3, Fascicolo 6 (giu, 1867), p. 639.
- Oehl. Intorno all'aumento di temperatura che presentano i nervi nel momento in cui vengono eccitati. Comunicazione al prof. Carlo Matteucci, su emeroteca.braidense.it. - Pubblicato in: Annali universali di medicina, Volume 54, Fascicolo 570 (dic, 1864), p. 465.
- Osservazioni sulla putrefazione e sull'azione dell'elettricità; di Carlo Matteucci, su emeroteca.braidense.it. - Pubblicato in: Giornale di farmacia-chimica e scienze accessorie o siano Annali Universali delle scoperte, ritrovati e miglioramenti fatti in farmacia ed in chimica, Volume 10, Fascicolo 8 (ago, 1829), p. 99.
- Sulla materia fosforescente dei pesci e sulla fosforescenza del mare: di Carlo Matteucci, su emeroteca.braidense.it.